# Playground Psychotics
Playground Psychotics è un doppio album live di Frank Zappa, pubblicato nel 1992.
Il disco contiene registrazioni di Zappa e della sua band, le Mothers of Invention, risalenti all'epoca del film 200 Motels. Il materiale live presente su Playground Psychotics è inframezzato da estratti di conversazioni tra i membri della band durante il tour: A Typical Day on the Road, Part 1, un collage di dialoghi che apre il primo disco; A Typical Day on the Road, Part 2, all'inizio del secondo disco e The True Story of 200 Motels, che appare alla fine del secondo disco. L'album include anche il concerto tenuto da Zappa insieme a John Lennon e Yōko Ono; in un missaggio alternativo rispetto a quello di Lennon apparso su Some Time in New York City (1972).

## Tracce
Tutti i brani sono di Frank Zappa, tranne dove indicato.

### Disco uno
1. Here Comes the Gear, Lads - 1:00
2. The Living Garbage Truck - 1:20
3. A Typical Sound Check - 1:19
4. This Is Neat - 0:23
5. The Motel Lobby - 1:21
6. Getting Stewed - 0:55
7. The Motel Room - 0:29
8. Don't Take Me Down - 1:11
9. The Dressing Room - 0:24
10. Learning "Penis Dimension" - 2:02
11. You There, with the Hard On! - 0:25
12. Zanti Serenade - 2:40 - (Ian Underwood, Don Preston, Zappa)
13. Divan - 1:46
14. Sleeping in a Jar - 1:30
15. Don't Eat There - 2:26
16. Brixton Still Life - 2:59
17. Super Grease - 1:39 - (Mothers of Invention, Zappa)
18. Wonderful Wino - 4:52 - (Jeff Simmons, Zappa)
19. Sharleena - 4:23
20. Cruisin' for Burgers - 2:53
21. Diptheria Blues - 6:19 - (Mothers of Invention)
22. Well - 4:43 - (Walter Ward)
23. Say Please - 0:57 - (John Lennon, Yōko Ono, Zappa)
24. Aaawk - 2:59 - (Lennon, Ono, Zappa)
25. Scumbag - 5:53 - (Lennon, Ono, Howard Kaylan, Zappa)
26. A Small Eternity with Yoko Ono - 6:07 - (Lennon, Ono)

### Disco due
1. Beer Shampoo - 1:39
2. Champagne Lecture - 4:29
3. Childish Perversions - 1:31
4. Playground Psychotics - 1:08
5. The Mudshark Interview - 2:39
6. There's No Lust in Jazz - 0:55
7. Botulism on the Hoof - 0:47
8. You Got Your Armies - 0:10
9. The Spew King - 0:24
10. I'm Doomed - 0:25
11. Status Back Baby - 2:49
12. The London Cab Tape - 1:24 - (Mothers of Invention)
13. Concentration Moon, Part One - 1:20
14. The Sanzini Brothers - 1:33 - (Underwood, Mark Volman, Kaylan)
15. It's a Good Thing We Get Paid to Do This - 2:45
16. Concentration Moon, Part Two - 2:04
17. Mom & Dad - 3:16
18. Intro to Music for Low Budget Orchestra - 1:32
19. Billy the Mountain - 30:25
20. He's Watching Us - 1:21
21. If You're Not a Professional Actor - 0:23
22. He's Right - 0:14
23. Going for the Money - 0:12
24. Jeff Quits - 1:33
25. A Bunch of Adventures - 0:56
26. Martin Lickert's Story - 0:39
27. A Great Guy - 0:30
28. Bad Acting - 0:10
29. The Worst Reviews - 0:20
30. A Version of Himself - 1:02
31. I Could Be a Star Now - 0:36